# Sandrine Levet
Pour les articles homonymes, voir Levet.
Pas d'image ? Cliquez ici
Sandrine Levet , née le 22 juillet 1982 en Haute-Savoie, est une championne française d'escalade. Elle fut plusieurs fois championne du monde et de France, elle fut championne d'Europe et vice-championne d'Europe en escalade de bloc et de difficulté.

## Biographie
Sandrine Levet est une grimpeuse précoce, puisqu'elle débuta l'escalade à l'âge de 8 ans. Ses parents sportifs lui transmettent leur goût pour la randonnée et l'escalade. À l'âge de 14 ans, elle fut admise au sein de l'équipe de France espoirs. Au fil des années, elle est, très vite, devenue une experte polyvalente en bloc et difficulté.
Elle mène également des études et est notamment étudiante en biochimie à l'INSA de Lyon.
Elle mesure 1,70 m pour 52 kg.

## Palmarès

### Championnats du monde
- 2003 à Chamonix,  France
  -  Médaille d'or en bloc
  -  Médaille de bronze en difficulté
- 2001 à Winterthour,  Suisse
  -  Médaille d'argent en bloc
- 2003 - Championne du monde de bloc[1]
- 2004 - Championne du monde de bloc[1]
- 2005 - Championne du monde de bloc[1]
- 2006 - Vice-championne du monde de bloc[1]

### Coupe du monde d'escalade
- 2000 - Vainqueur de la Coupe du monde de bloc[1]
- 2001 - Vainqueur de la Coupe du monde de bloc[1]

### Championnats d'Europe
- 2006 à Iekaterinbourg,  Russie
  -  Médaille d'argent en difficulté
- 2002 à Chamonix,  France
  -  Médaille d'or en bloc
  -  Médaille de bronze en difficulté

### Championnats de France
- 2000 - Championne de France de bloc[2]
- 2002 - Championne de France de difficulté et de bloc[2]
- 2003 - Championne de France de difficulté et de bloc[2]
- 2004 - Championne de France de bloc[2]
- 2005 - Championne de France de bloc[2]

### Résultats autres
1999
- 2e au Championnat de France de difficulté[2]
- 3e au Championnat de France de bloc[2]

2000
- 1re au Championnat du monde à Rovereto
- 2e au Championnat du monde à Munich
- 3e au Championnat du monde à Grenoble
- 4e au Championnat du monde à Chamonix
- 4e au Championnat du monde de bloc à Konitsa
- 6e au Championnat du monde à Millau

2001
- 2e au Championnat de France de difficulté et de bloc[2]

2005
- 1re au Championnat du monde à Serre Chevalier